# گومینگتس
گومینگتس (به لاتین: Gumieniec) یک روستا در لهستان است که در گمینا تژبیلینو واقع شده‌است. گومینگتس ۲۰۶ نفر جمعیت دارد.